# Елкін (Північна Кароліна)
Елкін (англ. Elkin) — місто (англ. town) в США, в округах Саррі і Вілкс штату Північна Кароліна. Населення — 4122 особи (2020).

## Географія
Елкін розташований за координатами 36°15′46″ пн. ш. 80°50′48″ зх. д. / 36.26278° пн. ш. 80.84667° зх. д. (36.262768, -80.846535).  За даними Бюро перепису населення США в 2010 році місто мало площу 17,38 км², з яких 17,18 км² — суходіл та 0,20 км² — водойми.

## Демографія
Згідно з переписом 2010 року, у місті мешкала 4001 особа в 1680 домогосподарствах у складі 1032 родин. Густота населення становила 230 осіб/км².  Було 1982 помешкання (114/км²).
Расовий склад населення:
| - 78,0 % — білих - 6,4 % — чорних або афроамериканців - 0,8 % — азіатів - 0,2 % — корінних американців - 13,1 % — осіб інших рас |

До двох чи більше рас належало 1,5 %. Частка іспаномовних становила 17,8 % від усіх жителів.
За віковим діапазоном населення розподілялося таким чином: 23,3 % — особи молодші 18 років, 55,1 % — особи у віці 18—64 років, 21,6 % — особи у віці 65 років та старші. Медіана віку мешканця становила 42,4 року. На 100 осіб жіночої статі у місті припадало 89,0 чоловіків;  на 100 жінок у віці від 18 років та старших — 84,3 чоловіків також старших 18 років.
Середній дохід на одне домашнє господарство  становив 55 702 долари США (медіана — 38 389), а середній дохід на одну сім'ю — 63 450 доларів (медіана — 45 909). Медіана доходів становила 37 176 доларів для чоловіків та 31 944 долари для жінок. За межею бідності перебувало 17,4 % осіб, у тому числі 21,9 % дітей у віці до 18 років та 14,8 % осіб у віці 65 років та старших.
Цивільне працевлаштоване населення становило 1673 особи. Основні галузі зайнятості: освіта, охорона здоров'я та соціальна допомога — 21,5 %, виробництво — 16,9 %, роздрібна торгівля — 11,9 %, науковці, спеціалісти, менеджери — 11,1 %.